# Jimmy Bondoc
Jimmy Bondoc (nacido el 31 de mayo de 1975) es un cantante acústico de música pop, compositor, productor musical y locutor de radio filipino. Bondoc es el miembro más antiguo del grupo masculino, Sábado Boys. Famoso por su tema musical titulado "Let Me Be The One".

## Primeros años
Jimmy Bondoc nació el 31 de mayo de 1975. Tiene un hermano (Johnny) y una hermana (Minette). A temprana edad, Jimmy siempre quiso ser actor. Si bien en la escuela, trabajó en obras de teatro con Dulaang Sibol en el Teatro Ateneo desde su Infancia. Después de graduarse, Jimmy decidió someterne a una prueba en la escena musical. Incluso grabó algunas canciones como miembro de su banda. Sin embargo, Jimmy pronto se dio cuenta de que quería seguir una carrera como solista.

## Obras
Fue hacia finales de 1992, Jimmy escribió una canción, que pronto sería su topping de su primer sencillo titulado, "Let Me Be The One". Grabó la canción y envió una copia en un CD a una emisora de radio llamada Wave 89.1.
Según la historia, Jimmy tuvo que envolver el CD en un pedazo de papel arrugado que se armó con cinta adhesiva. El CD estaba desapercibida hasta que un día un ingeniero de sonido tomó el CD y fue entregado a un popular locutor de rado, RJ Eric. Divertido por el embalaje del CD e impresionado por las letras, Eric demostró el CD al administrador de la estación, Joe D'Mango. Fue Joe quien decidió lanzarlo y publicarlo al aire la canción en su estación de radio y, finalmente, la canción alcanzó la posición # 1 en la estación y se mantuvo en el primer lugar durante seis semanas.